# Grevena
Grevena (tiếng Hy Lạp: ?) là một khu tự quản ở vùng Tây Makedonías, Hy Lạp. Khu tự quản Grevena có diện tích 1859 km², dân số theo điều tra ngày 18 tháng 3 năm 2001 là 25522 người.